# Nørre Snede Kirke
Nørre Snede kirke er en kirke i Nørre Snede.
Kirken var i middelalderen viet til Sankt Mikael. I nærheden af kirken ligger en helligkilde, og kirken har formodentlig været en søgt valfartskirke, hvilket kan forklare, at man har bygget så stor en kirke på dette ret øde sted. Apsis, kor og skib er opført af i romansk tid af granitkvadre over skråkantsokkel. Apsiden er delt i tre fag af halvsøjler, der øverst bærer en rundbuefrise. Syddøren er delvist bevaret i brug, norddøren anes i murværket. Romanske vinduer ses i apsis og i nordmuren. I skibets sydmur ses reliefkvadre med dyr, en løve en hund og en hest. I tårnets vestmur ses syddørens tympanon med dobbeltløve. Tårn og våbenhus er opført i sengotisk tid. Tårnets overdel blev kraftigt ommuret i nyere tid. Døren fra våbenhuset til skibet er fra 1604. På kirkegården ses en gravhøj, som ifølge sagnet skulle være kastet over Kong Snio (eller Snede), hans dronning skulle have ligget i en tilsvarende høj, som nu er forsvundet.
Kor og skib fik indbygget hvælv i sengotisk tid, samtidig blev apsis afskilret fra koret og indrettet til sakristi. Altertavlen er fra omkring 1860 med maleri af C.A. Schleisner. Prædikestolen er fra slutningen af 1500-tallet. Dele af det gamle stoleværk med snitværk er benyttet i det nuværende. Under restaurering af tårnfaget afdækkedes kalkmalerier på sydvæggen, her ses rester af Sankt Georgs kamp mod dragen samt rester af et Livshjul.
Den romanske granitfont har to par dobbeltløver på kummen (Mackeprang 265). Fonten blev udstillet på Danmarksudstillingen i London 1948, på en udstillingsrække i USA i 1960 og på Vikingeudstillingen i Paris, Berlin og København i 1992-93

## Galleri
- Kirken set fra øst
- Reliefkvader med hund i skibets sydmur
- Syddørens tympanon i tårnets vestmur
- Kirken indre set mod øst
- Tårnfagets sydmur, Livshjul og Sankt Georgs kamp mod dragen
- Granitdøbefonten med løvefigurer